# バグス・グルーヴ
| 専門評論家によるレビュー             | 専門評論家によるレビュー |
| レビュー・スコア                     | レビュー・スコア         |
| 出典                                 | 評価                     |
| ------------------------------------ | ------------------------ |
| AllMusic                             | [ 2 ]                    |
| Tom Hull                             | A–                       |
| The Penguin Guide to Jazz Recordings | [ 4 ]                    |

『バグス・グルーヴ』(Bags' Groove) (PRLP 7109) は、マイルス・デイヴィスによるジャズのアルバムで、1957年にプレスティッジ・レコードからリリースされたが、元々1954年に録音された2枚の10インチLP盤に2曲の別テイクを加えた編集盤である。

## 録音
タイトル曲「Bags' Groove」の2つのテイクは、いずれも1954年12月24日のセッションから採られており、最初のバージョンはいち早く『Miles Davis All Stars, Volume 1』(PRLP 196) に収録されていた。「バグス」はヴィブラフォン奏者ミルト・ジャクソンのニックネームである。このセッションの際に録音された他の楽曲は、『Miles Davis and the Modern Jazz Giants』(PRLP 7150) にも収録されており、また、いずれもコンピレーション・アルバム『Thelonious Monk: The Complete Prestige Recordings』に収録されている。アルバムの残りの曲は、同じ年いち早く6月29日に録音されたもので、4トラックは『マイルス・デイヴィス・ウィズ・ソニー・ロリンズ (Miles Davis with Sonny Rollins』(PRLP 187) としてリリースされており、これに5つ目のトラックとして未発表であった別テイクが加えられた。

## 音楽
タイトル曲の作者は「バグス」ことミルト・ジャクソンで、残りのうち3曲は、まだ若かったソニー・ロリンズの作品であるが、これらはいずれもジャズ・スタンダードになっていった。「オレオ」でデイヴィスはハーモン・ミュート (Harmon mute) を使って特異なサウンドを生み出しており、その後この奏法は彼の演奏の重要な特徴の一つとなっていった。

## トラックリスト
Prestige – LP 7109:
| #  | タイトル                                    | 作詞・作曲         | 時間  |
| -- | ------------------------------------------- | ------------------ | ----- |
| 1. | 「バグス・グルーヴ / Bags' Groove」(Take 1) | ミルト・ジャクソン | 11:16 |
| 2. | 「バグス・グルーヴ / Bags' Groove」(Take 2) | ミルト・ジャクソン | 9:24  |

| #         | タイトル                                                  | 作詞・作曲                                       | 時間  |
| --------- | --------------------------------------------------------- | ------------------------------------------------ | ----- |
| 1.        | 「エアジン / Airegin」                                    | ソニー・ロリンズ                                 | 5:01  |
| 2.        | 「オレオ / Oleo」                                         | ソニー・ロリンズ                                 | 5:14  |
| 3.        | 「バット・ノット・フォー・ミー / But Not for Me」(Take 2) | ジョージ・ガーシュウィン、アイラ・ガーシュウィン | 4:36  |
| 4.        | 「ドクシー / Doxy」                                       | ソニー・ロリンズ                                 | 4:55  |
| 5.        | 「バット・ノット・フォー・ミー / But Not for Me」(Take 1) | ジョージ・ガーシュウィン、アイラ・ガーシュウィン | 5:45  |
| 合計時間: | 合計時間:                                                 | 合計時間:                                        | 46:11 |

## パーソネル
- マイルス・デイヴィス – トランペット
- ソニー・ロリンズ – テナー・サクソフォーン
- ホレス・シルヴァー – ピアノ
- パーシー・ヒース – ベース
- ケニー・クラーク – ドラムス

「バグス・グルーヴ」
- マイルス・デイヴィス – トランペット
- ミルト・ジャクソン – ヴィブラフォン
- セロニアス・モンク – ピアノ
- パーシー・ヒース – ベース
- ケニー・クラーク – ドラムス